# Josée Bélanger
Josée Bélanger (Coaticook, 14 maggio 1986) è un'ex calciatrice canadese, di ruolo attaccante.

## Carriera

### Club

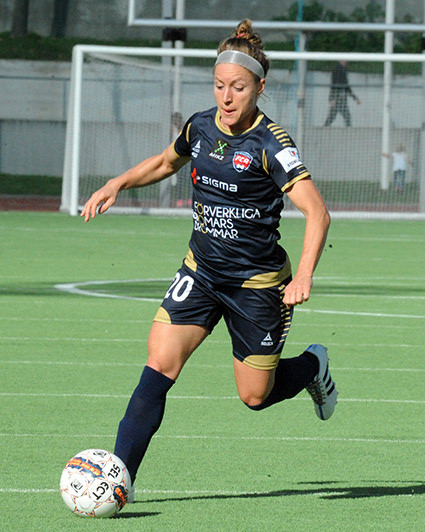
Josée Bélanger con la maglia del.

Dopo aver indossato, tra il 2006 e il 2011, la maglia del Sherbrooke Vert et Or, la squadra di calcio femminile universitario dell'Université de Sherbrooke di Sherbrooke, provincia del Québec, Canada, intervallando l'attività atletica nell'ateneo con contratti professionistici, prima con il Laval Comets, 5 presenze e 3 reti nel 2007, e poi con il Quebec City Amiral (2009-2012), nel 2014 torna con il Laval Comets per un'ultima stagione con la società di Laval, sobborgo di Montréal.
Nell'estate 2015 decide di trasferirsi in Europa per la sua prima esperienza in un campionato estero, sottoscrivendo un contratto col il Rosengård per giocare in Damallsvenskan, livello di vertice del campionato svedese, dalla seconda metà della stagione. Con le nuove compagne condivide la vittoria del campionato, debuttando il 22 agosto nella vittoria per 2-1 sul Mallbackens IF Sunne, scendendo in campo in 9 incontri e siglando 2 reti, quella che riporta il risultato sulla parità con il KIF Örebro, incontro poi terminato 2-1 per la sua squadra, e quella che apre le marcature nell'incontro vinto 5-0 in trasferta sulle avversarie dell'AIK. Rimane con la società fino al termine dell'anno, giocando anche un incontro della stagione 2015-2016 di Svenska Cupen damer.
L'anno seguente fa ritorno in Nordamerica, siglando un accordo con il neoistituito Orlando Pride di Orlando, in Florida, per giocare in National Women's Soccer League dal campionato 2016.. La squadra non si rivela però all'altezza delle avversarie che, con 6 vittorie, un pareggio e 13 sconfitte, termina al nono e penultimo posto.
Dopo quest'ultima esperienza, nel maggio 2017 decide di ritirarsi dal calcio giocato.

### Nazionale
Bélanger inizia ad essere convocata dalla federazione calcistica del Canada (Canadian Soccer Association - CSA) fin dal 2004, inizialmente per indossare la maglia della formazione Under-19, chiamata dal tecnico Ian Bridge in occasione del campionato nordamericano di Canada 2004, l'ultimo torneo continentale riservato a formazioni al di sotto dei 19 anni di età prima di quello Under-20 di Messico 2006. Il torneo vede la squadra canadese aggiudicarsi il trofeo per la prima volta nella sua storia sportiva, battendo in finale per 2-1, ai tempi supplementari, le pari età degli Stati Uniti. Il risultato le dà anche accesso al Mondiale di Thailandia 2004 dove la sua nazionale, superata la fase a gironi, termina la sua corsa ai quarti di finale, eliminate dalla Cina dopo averla battuta per 3-1. Con l'Under-19 Bélanger marca complessivamente 8 presenze realizzando 4 reti.
Dello stesso anno è la sua prima convocazione nella nazionale maggiore.
La federazione canadese nel comunicato emesso il 27 aprile 2015 la inserisce nella rosa delle atlete che rappresenterà il Canada nel Mondiale casalingo.
Il 22 giugno, durante la fase a gironi, segna la rete con cui la sua nazionale batte per 1-0 le avversarie della Svizzera.

## Palmarès

### Club
- Campionato svedese: 1

Rosengård: 2015

### Nazionale
- Algarve Cup: 1

2016
- Campionato nordamericano femminile Under 20 di calcio: 1

2004
- Calcio ai XVI Giochi panamericani - Torneo femminile

Oro
- Bronzo olimpico: 1

Rio de Janeiro 2016